# Malacosteinae
Malacosteinae — підродина голкоротоподібних риб родини Стомієві (Stomiidae). Підродина налічує 14 видів у трьох родах. Поширені по всьому світі. Здійснюють вертикальні міграції від поверхні моря до 1500 м глибини.

## Класифікація
- Malacosteinae
  - Aristostomias Zugmayer, 1913
  - Malacosteus Ayres, 1848
  - Photostomias Collett, 1889